# Ségou
Ségou er en by i det sydlige Mali, der med et indbyggertal på cirka 100.000 er landets tredjestørste. Byen ligger i regionen Ségou ca. 235 kilometer nordøst for hovedstaden Bamako.